# Omar Naber

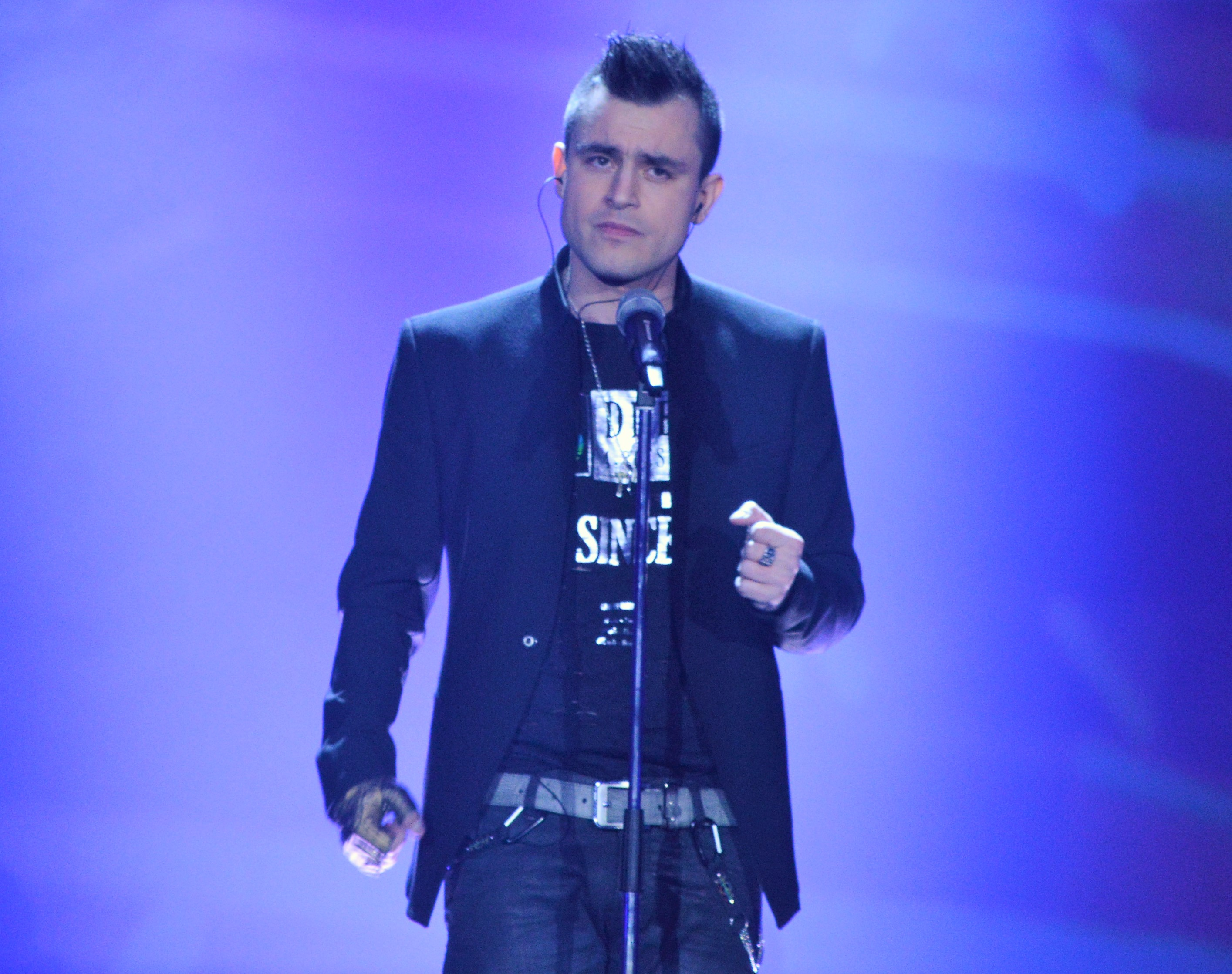
Omar Naber (2017)

Omar Naber (* 7. Juli 1981 in Ljubljana als Omar Kareem) ist ein slowenischer Popsänger.

## Leben
Seine Mutter, eine Musiklehrerin, ist Slowenin, sein Vater ist Zahnarzt und stammt aus Jordanien. Omar Naber ist gelernter Zahntechniker, nebenbei macht er seit dem Alter von 16 Jahren Musik. Heute ist er sowohl solo als auch mit seiner Band Kareem aktiv.

## Karriere
Ermutigt durch Matjaž Vlašič von der Plattenfirma Nika Records nahm er im slowenischen Fernsehen an der Castingshow Bitka talentov ("Schlacht der Talente") teil und gewann diese.
Mit dem Sieg verbunden war eine Teilnahme an der slowenischen Vorentscheidung zum Eurovision Song Contest 2005. Mit fast 30.000 Stimmen bei insgesamt 14 Teilnehmern konnte er die Telefonabstimmung im Vorentscheid knapp für sich entscheiden. Dadurch trat Naber mit dem selbst komponierten Song Stop im Mai 2005 bei der Qualifikationsrunde des Eurovision Song Contest in Kiew an, konnte sich jedoch nicht für das Finale qualifizieren.
Naber spielt Klavier und Gitarre, außerdem komponiert und textet er einige Lieder selbst. In seiner Heimat und teilweise auch im Ausland gilt er als Teenageridol, obwohl seine CDs praktisch nur in Slowenien erhältlich sind.
2009 und 2014 nahm er wieder an der slowenischen Vorentscheidung zum Eurovision Song Contest teil.
2017 trat er ebenfalls beim Vorentscheid auf und gewann diesen mit dem Lied On My Way. Somit vertrat er Slowenien beim Eurovision Song Contest in Kiew. Nach der Teilnahme am ersten Halbfinale konnte er sich allerdings für das Finale des Wettbewerbs wieder nicht qualifizieren.

## Diskografie

### Alben
- 2005: Omar
- 2007: Kareem
- 2014: Na Glavo
- 2014: No Helmet

### Singles
- 2005: Vse, kar si želiš
- 2005: Stop
- 2005: Omar, ti teslo
- 2005: Polje tvojih sanj
- 2005: Skrivaj sanjava
- 2005: Ves tvoj svet
- 2005: Krasen dan
- 2007: Poseben dan
- 2007: Vse, kar imam
- 2007: Vladarjev um
- 2008: Sanjam
- 2009: I Still Carry On
- 2010: Proti soncu
- 2010: Preden greš
- 2011: Let me go
- 2011: Bistvo skrito je očem
- 2012: Mute & Loud
- 2012: Parfum
- 2012: Sedem dni
- 2014: Žamet
- 2014: Sladek strup (I Won’t Give Up)
- 2015: Hej, ti! (Play!)
- 2016: Zgodba brez napake
- 2016: Hallelujah
- 2016: Take Me Far
- 2016: Poseben dan ’16
- 2017: Basket Case
- 2017: Aleppo
- 2017: Placebo
- 2017: Ne zapusti me
- 2017: On My Way
- 2017: Tam nekje
- 2018: I Still Believe in You
- 2018: Rad bi spet verjel
- 2020: Mamma Maria
- 2020: Cesta in nebo